# Après-midi de dimanche
Pour plus de détails, voir Fiche technique et Distribution.
Après-midi de dimanche (titre original : La tarde del domingo) est un film espagnol réalisé par Carlos Saura, sorti en 1957.

## Fiche technique
- Titre original : La tarde del domingo
- Titre français : Après-midi de dimanche
- Réalisation : Carlos Saura
- Scénario : Carlos Saura
- Décors : José Antonio Marqués
- Photographie : Enrique Torán
- Montage : José Antonio Rojo
- Musique : Rafael Martínez Torres
- Société de production : Escuela Oficial de Cinematografía
- Société de distribution : Escuela Oficial de Cinematografía
- Pays de production :  Espagne
- Langue originale : espagnol
- Format : noir et blanc — 35 mm — son Mono
- Durée : 32 minutes
- Date de sortie : 
  - Espagne : 1957

## Distribution
- Leopoldo Arnáiz
- Julia María Butrón
- Mari Paz Carrero
- Pilar García Faure
- Francisco Gómez Delgado
- Francisco Herrera
- Carmen Lozano
- José Antonio Marqués
- José Luis Marín
- Isabel Medel
- Soledad Perucha
- Carlos Pollack
- José María Ramonet
- Rafael Vera

## Production
- Ce moyen métrage est en fait son film de fin d'études de l'école de cinéma.